# 669
669(육백육십구)는 668보다 크고 670보다 작은 자연수다.

## 수학
- 합성수로, 그 약수는 1, 3, 223, 669다. 진약수의 합은 227이므로, 669은 부족수다.
  - 200번째 반소수다. 앞의 반소수는 667, 다음 반소수는 671이다.
- {\displaystyle 669=4^{2}+13^{2}+22^{2}}
  - 공차가 9인 세 자연수의 제곱합으로 나타낼 수 있는 수다. 이 성질을 지닌 앞의 수는 594, 다음 수는 750이다.
- {\displaystyle 40^{6}-1}은 669로 나누어떨어진다.

## 과학
- NGC 669(영어판): 삼각형자리 방향에 있는 나선은하.
- 669 퀴프리아(영어판): 소행성.

## 교통
- 현도 제669호선

## 군사
- 669부대(영어판): 이스라엘 공군 소속 구조대.
- U-669(영어판, 독일어판): 제2차 세계 대전에 사용된 나치 독일의 군용 잠수함.

## 문화유산
- 대한민국의 보물 제669호: 정기룡 유물

## 기타
- 연도: 669년, 기원전 669년